# Pterinopsyllus stirpipes
Pterinopsyllus stirpipes is een eenoogkreeftjessoort uit de familie van de Pterinopsyllidae. De wetenschappelijke naam van de soort is voor het eerst geldig gepubliceerd in 1996 door Humes.